# Могилівська округа
Могилівська округа — адміністративно-територіальна одиниця Української СРР в 1923–1930 роках. Окружний центр — місто Могилів.
За даними перепису 1926 року округа мала 5658 км² площі, чисельність населення становила 248 321 особу, доля міського населення — 8,3%.

## Історія
Округу створено 7 березня 1923 року в складі Подільської губернії з окружним центром в місті Могильові.
До складу округи увійшли Могилівський і частини Ямпільського, Жмеринського, Ушицького і Летичівського повітів Подільської губернії, в складі таких районів (волостей):
- Бабчинецький — з частин Бабчинецької і Рожнятівської волостей, з центром в с. Бабчинці
- Барський — з частин Чемерисо-Волоської, Межирівської, Вівсяницької, Женишковецької, Кошаринецької і Маріянівської волостей, з центром в м. Бар
- Джуринський — з частин Рожнятівської, Мурафської, Шаргородської і Черневецької волостей, з центром в м. Джурин
- Копайгородський — з частин Копай-Городської, Кашаринецької, Маріянівської, Снитківської і В. Ольчедаївської волостей, з центром в м. Копайгород
- Лучинецький — з частин Лучинецької, В.-Ольчедаївської, Копай-Городської, Біляно-Шаргородської і Вендичанської волостей, з центром в м. Лучинець
- Могилівський — з частин Броницької, Ярузької і Бабчинецької волостей, з центром в м. Могилів
- Мурафський — з частин Мурафської, Пеньківської і Мовчанської волостей, з центром в м. Мурафа
- Муровано-Куриловецький — з частин Муровано-Куриловецької, Земехівської, Снитківської, В.–Ольчедаївської, Кукавської і Хоньковецької волостей з заштатним містом Вербовець, з центром в м. Муровані Курилівці
- Озаринецький — з частин Озаринецької, Кукавської, Вендичанської, Біляно-Шаргородської і Броницької волостей, з центром в м. Озаринці
- Станіславчицький — з частин Станиславчицької, Пеньківської, Мовчанської, і Копай-Городської волостей, з центром в м. Станіславчик
- Чорнівецький — з частин Чорневецької і Біляно-Шаргородської волостей, з центром в м. Чорнівці
- Шаргородський — з частин Шаргородської, Копай-Городської і Біляно-Шаргородської волостей, з центром в м. Шаргород
- Ялтушківський —  з частин Чемерисо-Волоської, Ялтушківської, Женишковецької, Замехівської, Снитківської і Маріянівської волостей, з центром в м. Ялтушків
- Ямпільський — з частин Ямпільської, Клембівської, Дзигівськоі волостей, з центром в м. Ямпіль
- Яришівський — з частин Яришівської, Кукавської і Хоньковецької волостей, з центром в м. Яришів

3 червня 1925 року:
- На території Могилівської округи утворений новий Ярузький район з центром у м. Яруга в складі:
  - сіл: Бандишівки, Оленівки, Івонівки, Суботовки, Яруги, Дорошівки, Петрашівки і Михайлівки Могилівського району;
  - території розформовуваного Бабчинецького району за винятком сіл: Борівка, Моївка, Пилипи-Борівські, Ельжбитівка, Феліціянівка і Коси;
  - сіл: Репляшинці, Тростянця, Гонорівки, Валібуші і Миронівки Ямпільського району.
- села Борівка, Моївка, Пилипи-Борівські, Ельжбитівка і Феліціянівка розформовуваного Бабчинецького району ввійшли до складу Чернівецького району.
- село Коси розформовуваного Бабчинецького району ввійшло до складу Могилівського району.
- Озаринецький район розформований:
  - села Вендичани, Кричанівка і Сліди ввійшли до складу Лучинецького району;
  - села Борщівці, Озаринці, Конева, Садова, Костуліне, Сказинці і Воєводчинці ввійшли до складу Могилівського району;
  - села Ломозів, Н.-Ольчадаїв, М.-Кукавка, В.-Кукавка, Серебринці і Ізраїлівка ввійшли до складу Яришівського району.
- Велико-Костницький район Тульчинської округи розформований:
  - села Трибусівка, Трибусівська Слобідка, Казенна і Грабарівка ввійшли до складу Піщанського району Тульчинської округи;
  - решта розформовуваного Велико-Костницького району за винятком сел, що відійшли до АМСРР, ввійшли до складу Ямпільського району.

У червні 1925 року губернії в Україні було скасовано і округа перейшла в пряме підпорядкування Української РСР. 
На 1 січня 1926 року округа складалася з 14 районів: 
- Бабчинецький
- Барський
- Джуринецький
- Копай-Городськи
- Лучинецький
- Могилівський
- Мурафський
- Мурованокуриловецький
- Станіславчинський
- Чернівецький
- Шаргородський
- Ялтушківський
- Ямпільський
- Яришівський

13 червня 1930 року Могилівська округа розформована з приєднанням території до Вінницької округи. 2 вересня 1930 року округи в УСРР були ліквідовані, райони перейшли у пряме підпорядкування Української СРР.

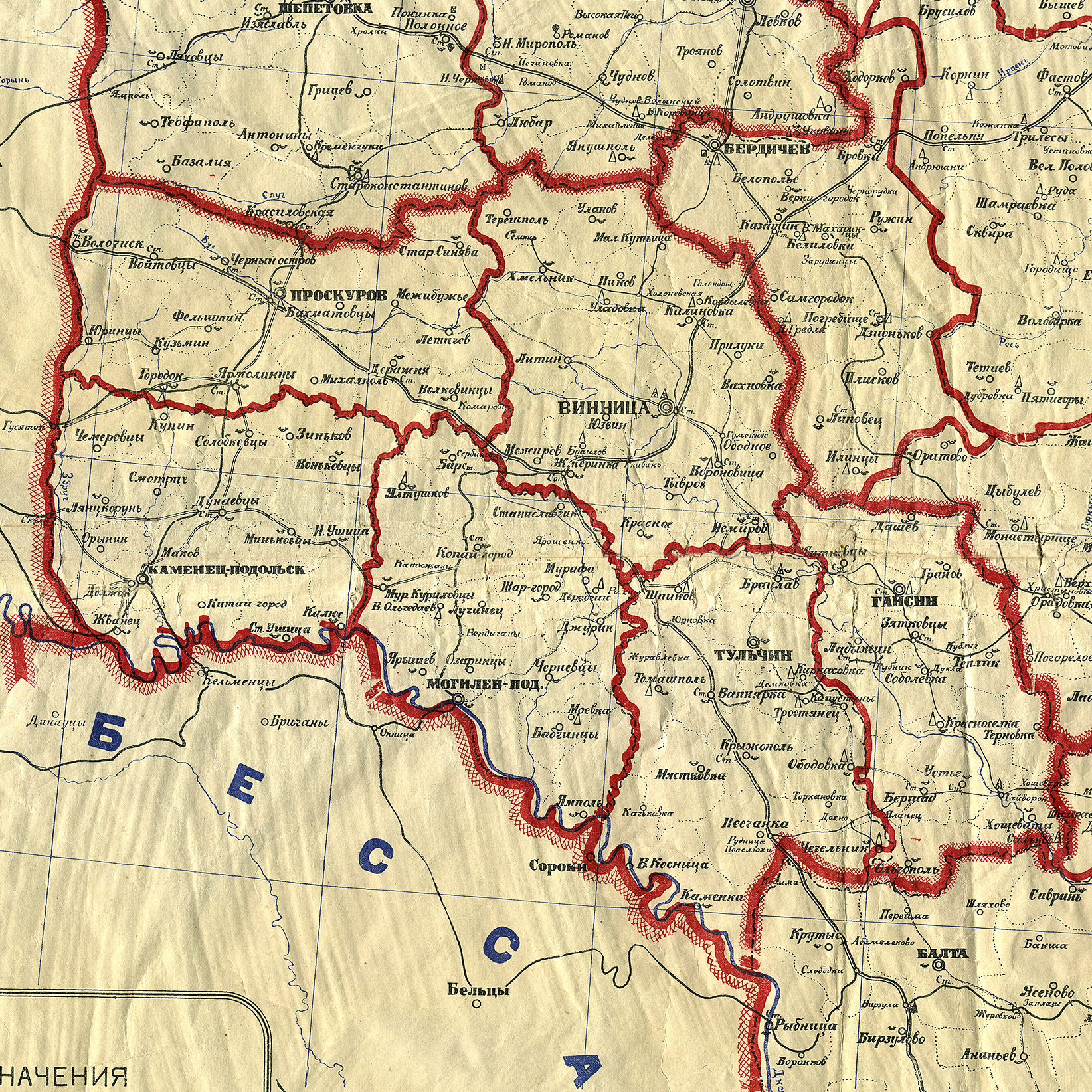
Карта Могилівської округи у складі Подільської губернії, 1923
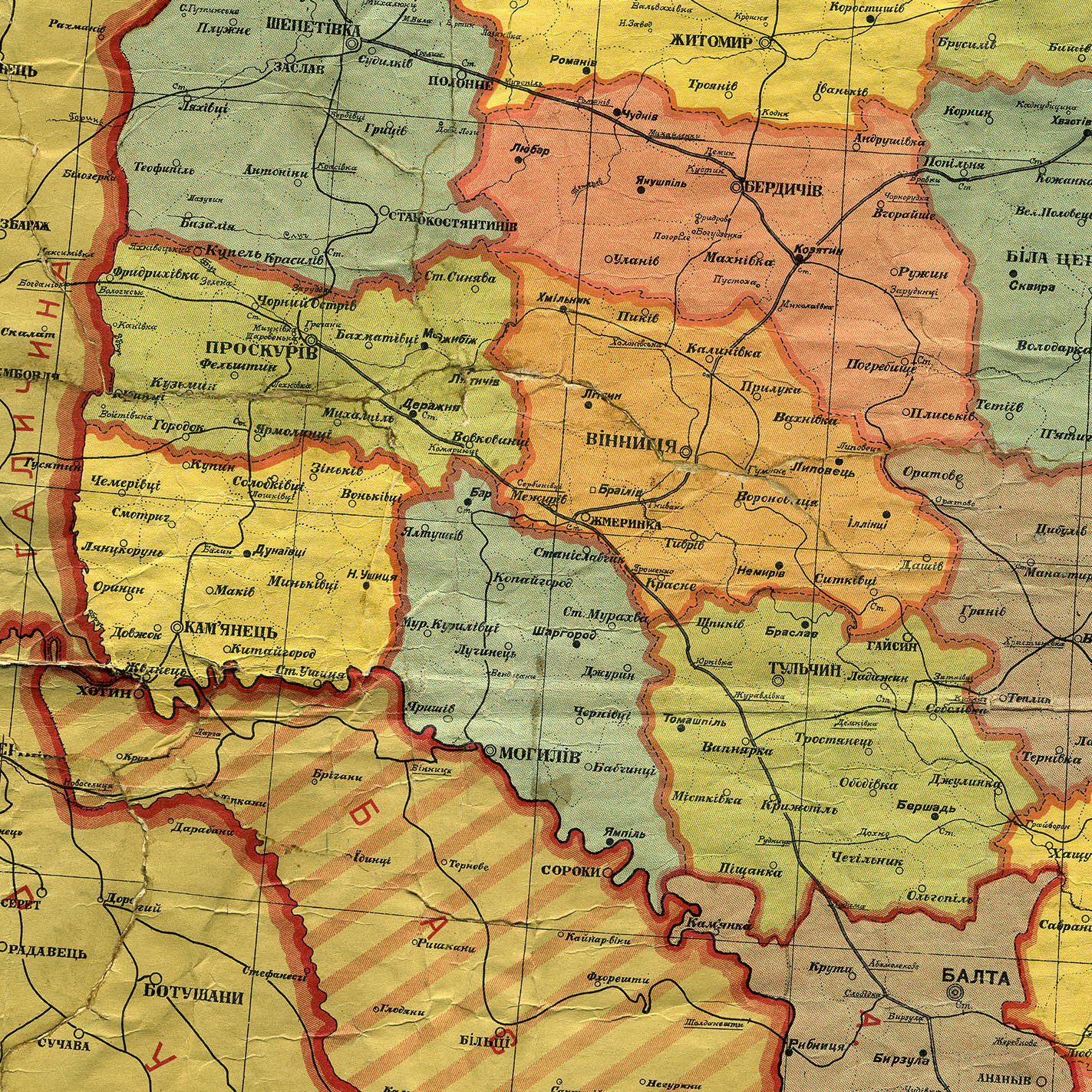
Карта Могилівської округи, адміністративні межі станом на 1 жовтня 1925
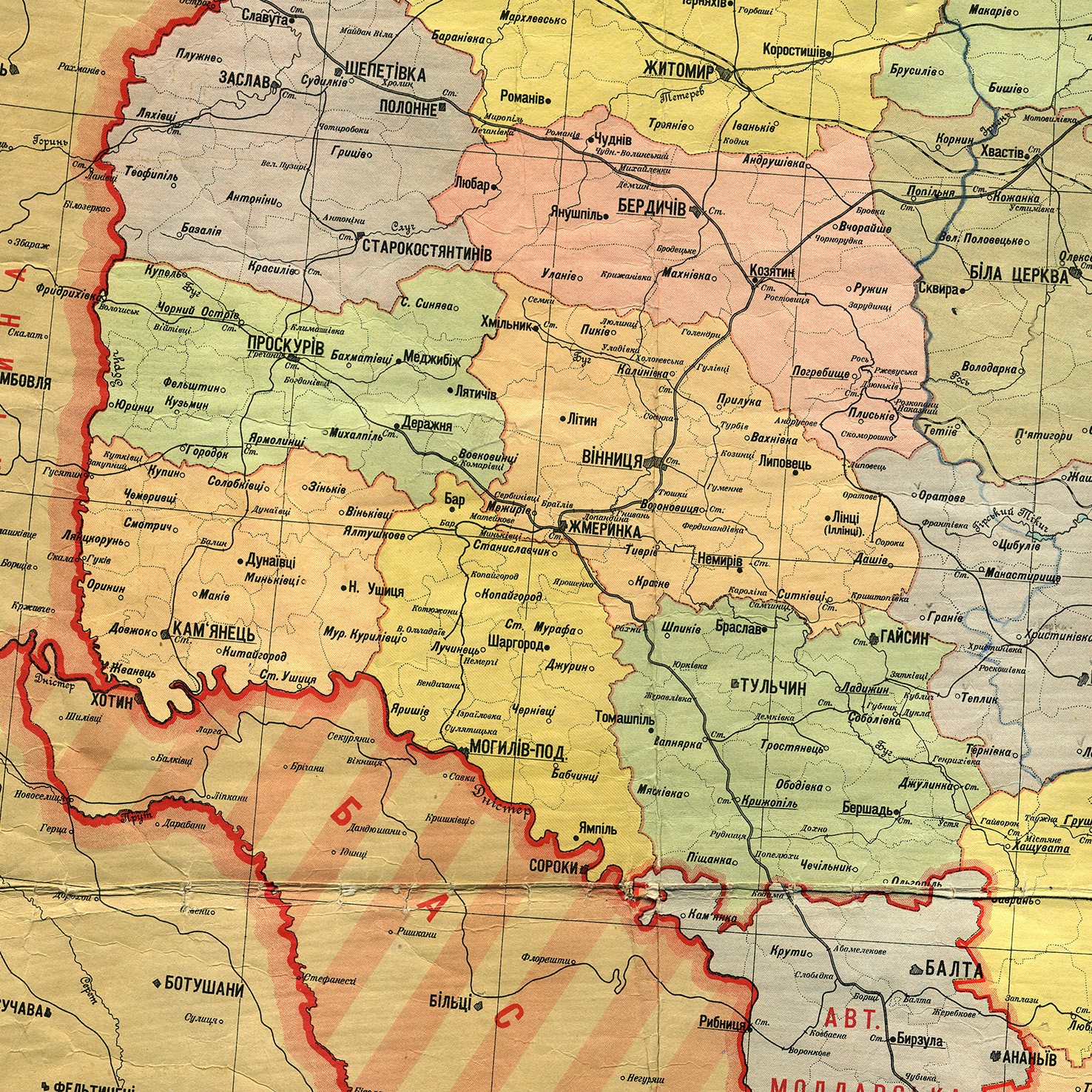
Карта Могилівської округи, адміністративні межі станом на 1 березня 1927

## Населення

### Національний склад
Населення та національний склад районів округи за переписом 1926 року
| Район                  | Населення, осіб | Національний склад, % | Національний склад, % | Національний склад, % | Національний склад, % | Національний склад, % |
| Район                  | Населення, осіб | українці              | євреї                 | поляки                | росіяни               | інші                  |
| ---------------------- | --------------- | --------------------- | --------------------- | --------------------- | --------------------- | --------------------- |
| м. Могилів             | 22 993          | 49,7                  | 41,8                  | 1,4                   | 5,8                   | 1,2                   |
| Бабчинецький           | 33 432          | 90,4                  | 3,0                   | 1,6                   | 4,7                   | 0,3                   |
| Барський               | 43 698          | 79,7                  | 12,6                  | 5,7                   | 1,5                   | 0,5                   |
| Джуринський            | 26 757          | 93,3                  | 6,1                   | 0,2                   | 0,2                   | 0,3                   |
| Копайгородський        | 31 298          | 87,0                  | 9,5                   | 3,0                   | 0,2                   | 0,3                   |
| Лучинецький            | 37 564          | 93,8                  | 3,2                   | 2,3                   | 0,4                   | 0,3                   |
| Могилівський           | 37 828          | 95,5                  | 3,8                   | 0,1                   | 0,4                   | 0,1                   |
| Мурафський             | 27 476          | 90,9                  | 6,9                   | 0,6                   | 1,2                   | 0,3                   |
| Муровано-Куриловецький | 35 939          | 92,2                  | 4,3                   | 3,1                   | 0,2                   | 0,1                   |
| Станіславчицький       | 30 398          | 96,4                  | 2,8                   | 0,2                   | 0,5                   | 0,2                   |
| Чернівецький           | 34 459          | 80,1                  | 5,9                   | 13,6                  | 0,2                   | 0,1                   |
| Шаргородський          | 31 582          | 87,9                  | 9,0                   | 2,6                   | 0,3                   | 0,2                   |
| Ялтушківський          | 32 962          | 93,3                  | 5,2                   | 0,8                   | 0,4                   | 0,2                   |
| Ямпільський            | 64 549          | 91,5                  | 6,6                   | 0,6                   | 0,7                   | 0,5                   |
| Яришівський            | 31 101          | 95,7                  | 3,0                   | 0,5                   | 0,4                   | 0,3                   |
| Могилівська округа     | 522 036         | 88,6                  | 7,6                   | 2,5                   | 1,1                   | 0,3                   |

### Мовний склад
Рідна мова населення Могилівської округи за переписом 1926 року
| Район                  | Населення, осіб | Рідна мова, % | Рідна мова, % | Рідна мова, % | Рідна мова, % | Рідна мова, % |
| Район                  | Населення, осіб | українська    | єврейська     | російська     | польська      | інша          |
| ---------------------- | --------------- | ------------- | ------------- | ------------- | ------------- | ------------- |
| м. Могилів             | 22 993          | 46,8          | 37,7          | 12,8          | 1,7           | 1,0           |
| Бабчинецький           | 33 432          | 90,4          | 2,9           | 4,9           | 0,8           | 1,0           |
| Барський               | 43 698          | 82,6          | 11,7          | 2,8           | 2,6           | 0,3           |
| Джуринський            | 26 757          | 93,2          | 5,8           | 0,5           | 0,1           | 0,4           |
| Копайгородський        | 31 298          | 88,9          | 9,5           | 0,2           | 1,1           | 0,2           |
| Лучинецький            | 37 564          | 95,3          | 2,9           | 0,8           | 0,8           | 0,2           |
| Могилівський           | 37 828          | 95,4          | 3,8           | 0,5           | 0,1           | 0,3           |
| Мурафський             | 27 476          | 90,5          | 6,7           | 1,9           | 0,7           | 0,2           |
| Муровано-Куриловецький | 35 939          | 94,5          | 4,3           | 0,3           | 0,8           | 0,2           |
| Станіславчицький       | 30 398          | 96,1          | 2,6           | 0,6           | 0,3           | 0,4           |
| Чернівецький           | 34 459          | 91,8          | 5,9           | 0,3           | 1,8           | 0,2           |
| Шаргородський          | 31 582          | 89,5          | 8,9           | 0,5           | 0,7           | 0,3           |
| Ялтушківський          | 32 962          | 93,6          | 5,0           | 0,8           | 0,5           | 0,2           |
| Ямпільський            | 64 549          | 91,2          | 6,4           | 0,8           | 0,4           | 1,2           |
| Яришівський            | 31 101          | 95,9          | 3,0           | 0,5           | 0,4           | 0,2           |
| Могилівська округа     | 522 036         | 89,9          | 7,2           | 1,6           | 0,9           | 0,5           |

## Керівники округи

### Відповідальні секретарі окружного комітетуКП(б)У
- Фесенко Олександр Ксенофонтович (1924—1925),
- Одегов Микола Васильович (1925—1925),
- Ноготович Яків Григорович (1925—1926),
- Озол О. І. (1926—1926),
- Кузьменко Іван Родіонович (1927—1928),
- Коваленко Олексій Сергійович (1928—.12.1929),
- Карпов Олександр Іванович (.12.1929—.08.1930).

### Голови окружного виконавчого комітету
- Плис Іван Іванович (1923—1924),
- Мальникевич (1924),
- Макаров Кузьма Микитович (.12.1924—.09.1926),
- Козіс Микола Леонтійович (1926—1927),
- Коробкін Федір Тихонович (1928—1930)